# Chillac
Chillac é uma comuna francesa na região administrativa da Nova Aquitânia, no departamento de Charente. Estende-se por uma área de 14,61 km². Em 2010 a comuna tinha 223 habitantes (densidade: 15,3 hab./km²).